# 中华平腹蛛
中华平腹蛛（学名：Gnaphosa sinensis）为平腹蛛科平腹蛛属的动物。在中国大陆，分布于北京、四川、甘肃、山西、河北等地，常栖息于旱作农田以及果园。该物种的模式产地在北京。
其种加词“sinensis”意为“中华的”。